# ساحل الأمير أولاف

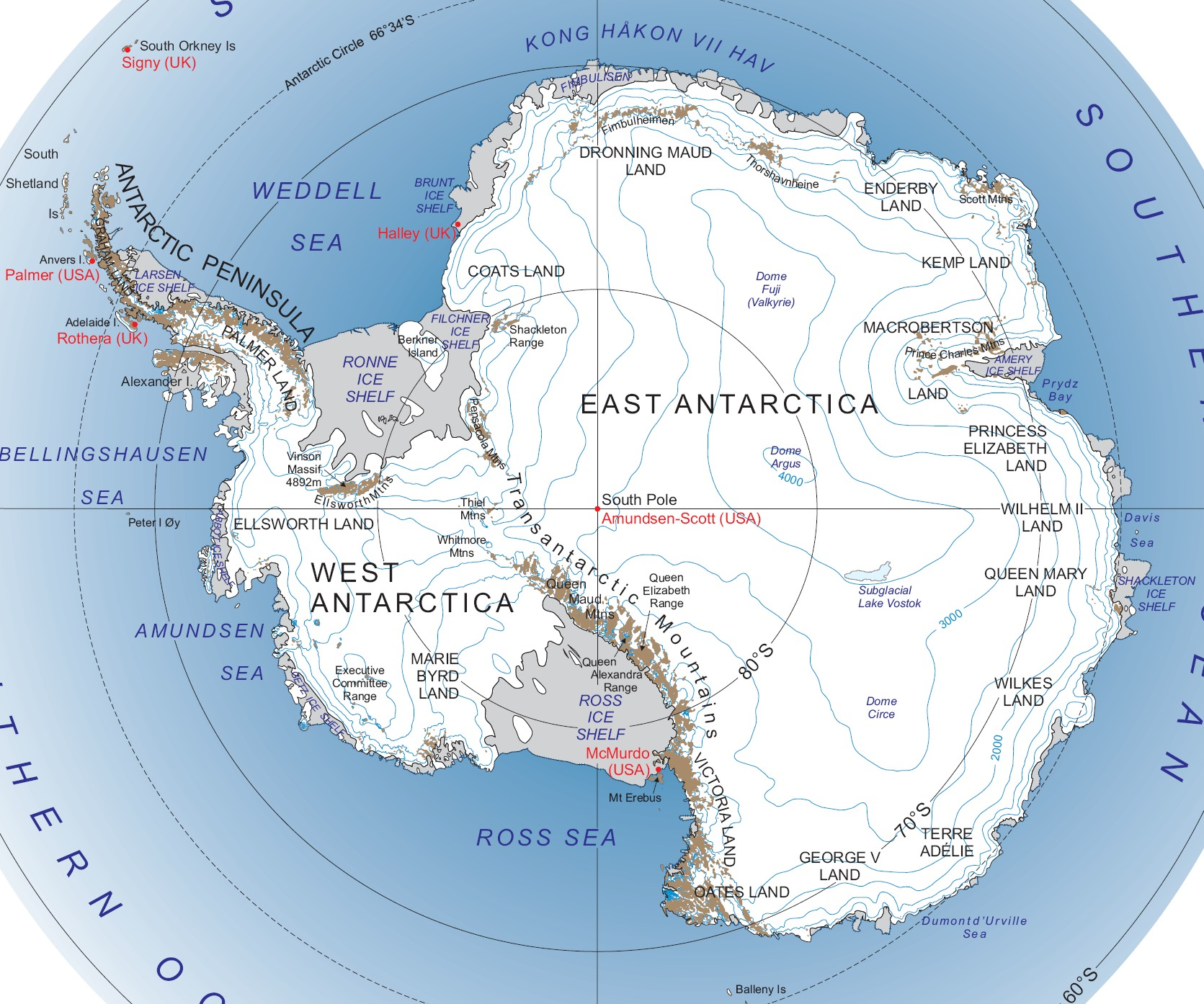

ساحل الأمير أولاف (68°30′S 42°30′E / 68.500°S 42.500°E) هو جزء من ساحل أرض الملكة مود بين شرق مدخل خليج لوتزو هولم، و التي تمثلت في الزاوية الساحلية عند 40 درجة، ومثلجة شنان في 44 و 38 شرقا. و قد تم اكتشافه من قبل النقيب هيلمار ريزر لارسن في يناير كانون الثاني لعام 1930 في رحلة من النرويجيا، و سماه لولي العهد النرويجي الأمير أولاف من النرويج ، و الملك في وقت لاحق.